# Westhessisches Bergland
Westhessisches Bergland, auch Westhessisches Berg- und Senkenland, ist die Bezeichnung für eine größtenteils in Hessen liegende, reich bewaldete Mittelgebirgsgegend zwischen den rechtsrheinischen Teilen des Rheinischen Schiefergebirges im Westen, dem Niedersächsischen Bergland im Norden, dem Osthessischen Bergland im Osten und der Wetterau im Süden.
Das Westhessische Bergland stellt eine naturräumliche Haupteinheitengruppe (34) dar und ist sowohl Teil der zentraleuropäischen Mittelgebirgsschwelle als auch der Rhein-Weser-Wasserscheide.
Das West- und Osthessisches Bergland zusammenfassende Hessische Bergland entspricht der geologischen Baueinheit der Hessischen Senke im weiteren Sinne, da hier geologisch jüngere Schichten des Zechsteins und des Buntsandsteins, stellenweise auch noch jüngere Gesteine des Muschelkalks, des unteren Jura sowie des Tertiärs erhalten geblieben sind.

## Naturräumliche Gliederung
Die dreistelligen Haupteinheiten des Westhessischen Berg- und Senkenlandes (Haupteinheitengruppe 34) wurden im Rahmen der einzelnen Teile des Handbuchs der naturräumlichen Gliederung Deutschlands 1954 im Maßstab 1:1.000.000 kartiert, 1957 in der 5. Lieferung (S. 526–543) durch Gerhard Sandner (Gruppe insgesamt und Habichtswälder Bergland, S. 526–529 und 533), Martin Bürgener (Waldecker Gefilde, Waldecker Wald und Kellerwald; S. 529–532 und 535–538) sowie Helmut Blume (restliche Einheiten) beschrieben. Im Jahr 1960 wurde die Kartierung noch einmal geändert: Die Schwalm, vormals dem Osthessischen Bergland zugerechnet, kam zur Hessischen Senke (343), von der jedoch die Ostwaldecker Randsenken (jetzt 341) abgespalten wurden. Da die Nummer 341 zuvor vom Waldecker Wald belegt worden war, spaltete man die Kennzahl 340 (vormals ausschließlich Waldecker Gefilde) durch tiefergestellte Zahlen in zwei Haupteinheiten auf.
Die Feingliederung 1:200.000 erfolgte für den Süden auf Blatt 125 Marburg Gerhard Sandner im Jahr 1960, für den Norden auf Blatt 111 Arolsen durch Martin Bürgener im Jahr 1963 und für den im Umfang etwas kleineren Nordosten auf Blatt 112 Kassel  durch Hans-Jürgen Klink im Jahr 1969. Sehr kleine Randanteile liegen im äußersten Norden auf Blatt 98 Detmold (Sofie Meisel 1959) und Blatt 99 Göttingen (Jürgen Hövermann 1963), im äußersten Osten auf Blatt 126 Fulda (Werner Röll 1969) und im äußersten Süden auf Blatt 139 Frankfurt (Brigitte Schwenzer 1967). Die zugehörigen Einzelblätter sind jeweils bei den Haupteinheiten referenziert, bei nur kleinem Anteil bei den betreffenden Untereinheiten.
Martin Bürgener, Autor von Blatt 111 Arolsen, hält sich in ebendem zwar an die Nummerierung des Handbuchs, stellt jedoch explizit klar, dass seiner Auffassung nach der Kellerwald (344) als Teil des Rheinischen Schiefergebirges in natürlicher Weise Teil des Süderberglandes (33) ist, während er die Warburger Börde (360), in die die Ostwaldecker Randsenken (341) nach Norden auslaufen, zum Westhessischen Berg- und Senkenland und nicht zum Oberen Weserbergland (36) zählt.
Die in Hessen liegenden Teile wurden im Jahr 1988 durch Otto Klausing, seinerseits 1967 Autor des hier nicht relevanten Blattes 161 Darmstadt, im Buch Die Naturräume Hessens noch einmal abgeglichen; insbesondere wurde nach Vereinheitlichungen gesucht, wenn Nachbarblätter nicht genau aneinanderpassten, und von alternativen Einheitennamen je einer für verbindlich erklärt. Die Doppel-Haupteinheit 340 erhielt eine abweichende Nummerierung (siehe je eckige Klammern). Die Kartierung wurde im „Umweltatlas Hessen“ digitalisiert. Die Flächenangaben unten entstammen diesem, sofern nicht anders ausgewiesen.
Folgende naturräumliche Haupteinheiten (dreistellige Kennziffer) und nächstfeinere Einheiten (eine Nachkommastelle) werden unterschieden:
- 34 Westhessisches Berg- und Senkenland
  - 3401 [= 340.0] Waldecker Gefilde[5] – Nordteil in NRW (285 km², davon 225,89 km² in HE)[12]
    - 3401.0 Das Rote Land [= 340.00] (111 km²,[13] davon 32,24 km² in HE)
    - 3401.1 Korbacher Land [= 340.01] (173,96 km²)

  - 3402 [= 340.1] Waldecker Wald[5] (291,86 km²)
    - 3402.2 [= 340.10] Orpewald (46,52 km²)
    - 3402.3 [= 340.11] Twister Hügelland (64,08 km²)
    - 3402.4 [= 340.12] Arolser Platte (43,55 km²)
    - 3402.5 [= 340.13] Langer Wald (80,51 km²)
    - 3402.6 [= 340.14] Alter Wald (57,20 km²)

  - 341 Ostwaldecker Randsenken[5] – äußerster Norden in NRW (499 km², davon 26 km² in NRW)[14]
    - Wolfhagener Becken (ca. 320 km², mit Randsenken und -anhöhen)
      - 341.0 Mitteldiemelsenke[7] – größtenteils in NRW (ca. 17,7 km², davon 3,20 km² in Hessen und 14,5 km² in NRW)
      - 341.1 Rhoder Senken[7] – Norden in NRW (ca. 64,7 km², davon 52,98 km² in Hessen und ca. 11,7 km² in NRW)
      - 341.2 Volkmarser Becken (31,77 km²)
      - 341.3 Wolfhager Hügelland (124,48 km²)
      - 341.4 Naumburger Senken und Rücken (83,29 km²)

    - Ostabdachung des Kellerwaldes (177 km²)
      - 341.5 Wildunger Senke (91,30 km²)
      - 341.6 Hessenwald (47,85 km²)
      - 341.7 Löwensteiner Grund[4] (38,09 km²)

  - 342 Habichtswälder Bergland[5][6] (208,87 km²)
    - 342.0 Habichtswald (mit Langenberg) (76,18 km²)
      - 342.00 Hoher Habichtswald (38,21 km²)
      - 342.01 Hoofer Pforte (15,62 km²)
      - 342.02 Langenberg (22,35 km²)

    - 342.1 Habichtswälder Senke (40,48 km²)
    - 342.2 Hinterhabichtswälder Kuppen (34,26 km²)
    - 342.3 Dörnberg und Schreckenberge (18,89 km²)
    - 342.4 Malsburger Wald (39,06 km²)

  - 343 Westhessische Senke[4][5][6] – Norden in NRW, Nordosten in NI (1037,32 km² in Hessen, 18,5 km² in Niedersachsen und 2,2 km² in Nordrhein-Westfalen)
    - 343.0 Schwalm (155,29 km²)
    - 343.1 Landsburger Senke[9] (150,80 km²)
    - 343.2 Hessengau (257,47 km²)
    - 343.3 Kasseler Becken (274,02 km² in Hessen und 18,5 km² in Niedersachsen)
    - 343.4 Hofgeismarer Rötsenke[8] – äußerster Norden in NRW (138,45 km² in HE und 2,2 km² in NW)
    - 343.5 Nordhabichtswälder Vorland (61,29 km²)

  - 344 Kellerwald[5] – nach Auffassung von Martin Bürgener (Blatt 111 Arolsen) Teil des Süderberglandes (33)[5] (345,91 km²)
    - 344.0 Hoher Kellerwald (53,07 km²)
      - 344.00 Jeust und Keller[4] (40,87 km²)
      - 344.01 Löwensteiner Berge (12,20 km²)

    - 344.1 Mittelkellerwald (70,26 km²)
    - 344.2 Wildunger Bergland (64,51 km²)
    - 344.3 Große Hardt (40,78 km²)
    - 344.4 Ederseetrog (Herzhausen-Hemfurther Edertal) (62,91 km²)
    - 344.5 Niederkellerwald (54,38 km²)

  - 345 Burgwald[4][5] (494,28 km²)
    - 345.0 Wetschaft-Senke (121,61 km²)
    - 345.1 Nördlicher Burgwald (204,79 km²)
    - 345.2 Südlicher Burgwald (49,64 km²)
    - 345.3 Wohratal (38,26 km²)
    - 345.4 Buntstruth (22,98 km²)
    - 345.5 Frankenberger Oberland (57,00 km²)

  - 346 Oberhessische Schwelle[4] (448,62 km²)
    - 346.0 Gilserberger Höhen[5] (164,97 km²)
    - 346.1 Neustädter Sattel (84,49 km²)
    - 346.2 Nördliches Vogelsberg-Vorland (199,16 km²)

  - 347 Amöneburger Becken[4] (137,02 km²)
    - 347.0 Ohmsenke (71,03 km²)
    - 347.1 Amöneburg (Singularität) (4,60 km²)
    - 347.2 Ebsdorfer Grund (61,39 km²)

  - 348 Marburg-Gießener Lahntal[4] (393,09 km²)
    - 348.0 Marburger Bergland (mit Marburger Rücken und Lahnbergen) (139,92 km²)
    - 348.1 Gießener Becken (153,17 km²)[10]

  - 349 Vorderer Vogelsberg[4] (568,38 km²)
    - 349.0 Lumda-Plateau (322,65 km²)
    - 349.1 Ohmtal  (68,14 km²)
    - 349.2 Gießener Landrücken (92,20 km²)
    - 349.3 Laubacher Hügelland (92,20 km²)

  - 360 Warburger Börde[5][7] – nach Auffassung von Martin Bürgener (Blatt 111 Arolsen) hierzu gehörig und nicht Teil des Oberen Weserberglandes (36)[5][15] (297 km²)[16]
    - 360.0 Große Börde (Blätter Göttingen und Arolsen) = 361.1 Borgentreicher Land (Blatt Detmold)
      - 360.00 (Blatt Arolsen) = 361.10 Borgentreicher Börde (Blatt Detmold)
        - Desenberg (Singularität)

      - 360.01 (Blatt Arolsen) = 361.11 Ossendorfer Platten (Blatt Detmold)

    - 360.1 Diemelbörde (auf Blatt Detmold: 360.0 Diemelbörde + 360.2 Warburger Platten ohne äußersten Westen des Westteils)
    - 360.2 Steigerplatte

## Landschaftscharakteristik
Die Tektonik des Oberrheingrabens, die sich am östlichen Rand des Rheinischen Schiefergebirges bis in das Obere Weserbergland fortsetzt, bildete hier ein Berg- und Senkenland aus, das jenseits seiner östlichen Randsenke, der Westhessischen Senke, ins stärker vulkanisch geprägte Osthessische Bergland übergeht. Dabei erreichen die Höhenzüge nicht die äußersten Gipfelhöhen der sich westlich und östlich anschließenden Höhenzüge.
Erreichen die beiden montaneren Teile dieser Mittelgebirgsregion noch Höhen bis 675,3 m (Kellerwald) und 614,8 m (Habichtswald), so bleiben die typischen Höhenzüge doch bei Gipfelhöhen um 400 m. Zwischen den Teilgebirgen existieren z. T. größere Flusstäler und Talsenken, die bis unter 200 m gehen.

### Lage der einzelnen Haupteinheiten
Das bis zu 614,8 m hohe Habichtswälder Bergland im Norden wird nach Westen durch die Ostwaldecker Randsenken (bis 523,1 m) von der in Gipfellagen meist zwischen 400 und 500 m hohen Waldecker Tafel getrennt, an die sich südlich unmittelbar der bis zu 675,3 m hohe Kellerwald anschließt. Letzterer geht in südliche Richtungen in zwei je in Gipfellagen meist um 400 m hohe Gebirgszüge über, nämlich den Burgwald (Südwesten) und die Oberhessische Schwelle (Süden).
Südlich des Burgwaldes folgen im Westen das Marburg-Gießener Lahntal (an den Lahnbergen bis 379,4 m hoch) und im Osten das flache, nur an der Singularität Amöneburg etwa 365 m erreichende Amöneburger Becken, das weiter südlich wiederum durch den bis zu 406,8 m hohen (Lumda-Plateau) Vorderen Vogelsberg fortgesetzt wird. Ganz im Osten verläuft neben nahezu allen genannten Höhenzügen die Westhessische Senke, die den Tälern von Schwalm (Süden) und Eder (Norden) folgt.
Der Norden des Burgwaldes, der Südwesten des Kellerwaldes und die Oberhessische Schwelle verbinden als Teil der Rhein-Weser-Wasserscheide das Rothaargebirge mit dem Vogelsberg.
Die vielen Senken führten im Westhessischen Berg- und Senkenland zu einer Ausbildung von Lößböden, daher herrschen hier Ackerlandschaften vor.

## Berge
Zu den Bergen und Erhebungen des Westhessischen Berglandes gehören – sortiert nach Höhe in Meter (m) über Normalhöhennull (NHN; wenn nicht anders genannt laut ):
- Wüstegarten (675,3 m) – Kellerwald
- Hohes Lohr (656,7 m) – Kellerwald
- Große Aschkoppe (639,8 m) – Kellerwald
- Hohes Gras (614,8 m) – Habichtswald
- Großer Bärenberg (600,7 m) – Habichtswald
- Hoher Dörnberg (578,7 m) – Habichtswald
- Isthaberg (523,1 m) – Singularität innerhalb der Ostwaldecker Randsenken
- Weidelsberg (492,3 m) – Singularität an der Nahtstelle zwischen Ostwaldecker Randsenken und Waldecker Tafel
- Hundskopf (470,6 m) – nördliche Oberhessische Schwelle
- Heitzelberg (467,4 m) – Waldecker Tafel
- Wasserberg (412,2 m) – zentraler Burgwald
- Mardorfer Kuppe (406,8 m) – Lumda-Plateau
- Dachsberg (ca. 388 m) – zentrale Oberhessische Schwelle
- Christenberg (387,4 m) – westlicher Burgwald
- Frauenberg (379,4 m) – Lahnberge
- Ortenberg (379,4 m) – Lahnberge
- Burgholz (379,1 m) – im Westen der Oberhessischen Schwelle
- Vogelheerd (369,8 m) – Marburger Rücken
- Amöneburg (ca. 365 m)[18] – Singularität im Amöneburger Becken

## Flüsse
Hauptflüsse des Westhessischen Berglandes sind die je von Westen, aus dem Rothaargebirge, kommenden Flüsse Diemel (nur rechte Nebenflüsse, Norden), Eder (Mitte) und Lahn (nur linke Nebenflüsse und Flusstal, Süden). Während die beiden Flüsse des Flusssystems der Weser im äußersten Nordosten (Diemel) und Osten (Eder) in der Westhessischen Senke münden, verlässt die Lahn nach einem halbkreisförmigen Verlauf das Bergland im äußersten Südwesten ins Rheinische Schiefergebirge zurück.
Einen nur minimalen Anteil haben rechte Nebenflüsse der Wetter, eines Nebenflusses der Nidda und damit bereits Teil des Flusssystems des Mains, im Vorderen Vogelsberg im äußersten Süden. Außerdem münden, kurz unterhalb der Mündung der Eder, ein paar linke Nebenflüsse der Fulda aus dem Habichtswälder Bergland im Nordosten in die Fulda selber.

### Wichtige Flüsse
Im Folgenden sind die wichtigsten Flüsse des Westhessischen Berglandes, von Norden nach Süden und intern flussabwärts, das heißt zumeist von Westen nach Osten, geordnet, aufgeführt.

Zur besseren Übersicht bzw. zur Sortierung flussabwärts sind, je nach Flusssystem, in die DGKZ-Ziffern nach den Ziffern 44 – Diemel, 428 – Eder, 24 – Fulda, 258 – Lahn und 2484 – Wetter Bindestriche eingefügt.

Kursiv geschriebene Naturräume liegen außerhalb des Westhessischen Berglandes, kursiv geschriebene Einzugsgebiete und Abflüsse beinhalten nur einen Teil des tatsächlichen Wertes (siehe Fußnoten unterhalb der Tabelle)!
| Name                              | Haupt- fluss | Länge (km) | EZG (km²) | Abfluss (MQ; l/s) | Quellgebiet (der Nebenflüsse)                                                   | Haupt- einheiten                   | DGKZ    |
| --------------------------------- | ------------ | ---------- | --------- | ----------------- | ------------------------------------------------------------------------------- | ---------------------------------- | ------- |
| Glinde                            | Diemel (r)   | 8,4        | 35,3      |                   | Waldecker Gefilde                                                               | 340                                | 44-32   |
| Orpe                              | Diemel (r)   | 19,1       | 98,1      | 774,2             | Waldecker Tafel                                                                 | 340                                | 44-34   |
| Twiste***                         | Diemel (r)   | 40,8       | 446,7     | 2.685,9           | Ostsauerländer Gebirgsrand (Waldecker Tafel; Habichtswald – r)                  | 332 (340; 342 – r)                 | 44-4    |
| Calenberger Bach (Holsterbach)*** | Diemel (r)   | 9,1        | 34,0      | 88,7              | Habichtswald                                                                    | 342                                | 44-52   |
| Warme                             | Diemel (r)   | 33,1       | 157,3     | 1.321,4           | Habichtswald                                                                    | 342                                | 44-6    |
| Esse                              | Diemel (r)   | 27,6       | 191,9     | 1.187,8           | Westhessische Senke                                                             | 343                                | 44-8    |
| Itter*                            | Eder (l)     | 11,6       | 76,1      | 771,3             | Waldecker Gefilde (Ostsauerländer Gebirgsrand)                                  | 340 (332)                          | 428-531 |
| Aselbach*                         | Eder (l)     | 6,6        | 18,1      | 135,4             | Waldecker Gefilde                                                               | 340                                | 428-533 |
| Werbe*                            | Eder (l)     | 13,2       | 42,3      | 322,6             | Waldecker Tafel                                                                 | 340                                | 428-537 |
| Reiherbach*                       | Eder (l)     | 7,4        | 27,3      | 188,9             | Waldecker Tafel                                                                 | 340                                | 428-538 |
| Netze                             | Eder (l)     | 12,9       | 29,0      | 169,5             | Waldecker Tafel                                                                 | 340                                | 428-554 |
| Elbe                              | Eder (l)     | 33,        | 123,5     | 731,3             | Waldecker Waldl (Habichtswald)                                                  | 340 (342)                          | 428-6   |
| Ems                               | Eder (l)     | 34,1       | 146,2     | 753,3             | Habichtswald                                                                    | 342                                | 428-92  |
| Pilgerbach                        | Eder (l)     | 8,8        | 25,6      | 102,2             | Habichtswald                                                                    | 342                                | 428-98  |
| Bauna                             | Fulda (l)    | 17,2       | 47,4      | 333,8             | Habichtswald                                                                    | 342                                | 42-92   |
| Grunnelbach                       | Fulda (l)    | 9,2        | 24,1      | 150,0             | Habichtswald                                                                    | 342                                | 42-94   |
| Drusel**                          | Fulda (l)    | 11,4       | 11,0      | 96,4              | Habichtswald                                                                    | 342                                | 42-952  |
| Ahne**                            | Fulda (l)    | 21,4       | 21,1      | 295,5             | Habichtswald                                                                    | 342                                | 42-958  |
| Espe                              | Fulda (l)    | 8,6        | 24,3      | 159,5             | Habichtswald                                                                    | 342                                | 42-992  |
| Nemphe                            | Eder (r)     | 14,2       | 38,4      | 293,5             | Nördl. Burgwald                                                                 | 345                                | 428-198 |
| Lengelbach                        | Eder (r)     | 11,4       | 25,9      | 209,9             | Nördl. Burgwald (Kellerwald – r)                                                | 345 (344)                          | 428-32  |
| Lorfe                             | Eder (r)     | 11,8       | 24,3      | 245,7             | Kellerwald                                                                      | 344                                | 428-512 |
| Banferbach*                       | Eder (r)     | 7,2        | 16,4      | 213,9             | Kellerwald                                                                      | 344                                | 428-535 |
| Wesebach                          | Eder (r)     | 25,3       | 63,4      | 618,2             | Kellerwald                                                                      | 344                                | 428-56  |
| Wilde                             | Eder (r)     | 17,1       | 51,9      | 471,4             | Kellerwald                                                                      | 344                                | 428-58  |
| Schwalm                           | Eder (r)     | 97,1       | 1.298,8   | 9.044,5           | Vogelsberg (Fulda-Haune-Tafelland, Knüll – r; Oberh. Schwelle, Kellerwald – l)  | 350/1 (355, 356 – r; 346, 344 – l) | 428-8   |
| Wetschaft                         | Lahn (l)     | 29,0       | 196,2     | 1.701,6           | Nördl. Burgwald (Ostsauerländer Gebirgsrand, Rothaargebirge – r)                | 345 (332, 333)                     | 258-18  |
| Ohm                               | Lahn (l)     | 59,7       | 983,8     | 7.949,8           | Vogelsberg (Oberh. Schwelle, Kellerwald, Burgwald – r; Vorderer Vogelsberg – l) | 350/1 (346, 344, 345 – r; 349 – l) | 258-2   |
| Zwester Ohm                       | Lahn (l)     | 20,0       | 69,5      | 405,2             | Vorderer Vogelsberg                                                             | 349                                | 258-334 |
| Lumda                             | Lahn (l)     | 30,0       | 131,5     | 950,4             | Vorderer Vogelsberg                                                             | 349                                | 258-36  |
| Wieseck                           | Lahn (l)     | 24,3       | 119,6     | 663,5             | Vorderer Vogelsberg                                                             | 349                                | 258-38  |
| Kleebach                          | Lahn (l)     | 26,9       | 164,6     | 815,9             | Östlicher Hintertaunus (Vorderer Vogelsberg – r)                                | 302 (349)                          | 258-396 |
| Lauter                            | Wetter (r)   | 7,0        | 13,6      | 126,2             | Vorderer Vogelsberg                                                             | 349                                | 2484-14 |
| Äschersbach                       | Wetter (r)   | 13,6       | 42,9      | 325,3             | Vorderer Vogelsberg                                                             | 349                                | 2484-2  |

* Edersee-Zuflüsse

** Einzugsgebiet und Abfluss etwas größer als die Angabe in der Tabelle, da die Unterläufe mit Fulda-Abschnitten zusammengefasst werden;

*** Abflusswert ohne Mündungsbereich in Nordrhein-Westfalen

### Schwalm und Ohm
Den beiden mit Abstand längsten und wasserreichsten Flüssen der Tabelle, Schwalm und Ohm kommt eine Sonderrolle zu. Sie entspringen beide im Vogelsberg, den die Ohm nach etwa 45 % ihrer Gesamtlänge und 27 % ihres Einzugsgebiets mit etwa 35 % ihrer Wassermenge verlässt (siehe auch hier). Die Schwalm wiederum verlässt den Vogelsberg zwar merklich früher, wird indes rechtsseitig bis zu ihrer Mündung von Flüssen aus dem Osthessischen Bergland zu etwa der Hälfte ihrer Wassermenge gespeist.
Da die Flusssysteme beider Flüsse gleich mehrere Haupteinheiten entwässern, kommt ihnen mehr oder weniger die Rolle von Hauptflüssen zu.
Von links in die Schwalm münden u. a. folgende, im Westhessischen Bergland verlaufende Flüsse:
- Schwalm
  - Antrift (38,6 km, 115,3 km², 980,3 l/s, Vogelsberg/Nördl. V-V)
  - Wiera (14,8 km, 87,8 km², 589,5 l/s, Oberhessische Schwelle)
  - Gilsa (20,9 km, 93,6 km², 757,1 l/s, Gils.H./Kellerwald)
  - Urff (20,1 km, 41,7 km², 494,6 l/s, Kellerwald)

Nennenswerte Nebenflüsse von Mittel- und Unterlauf der Ohm sind:
- Ohm
  - diverse kleinere linke Nebenflüsse (Vorderer Vogelsberg)
  - Klein (r, 23,2 km, 163,4 km², 1122,9 l/s, Oberhessische Schwelle)
  - Wohra (r, 33,8 km, 285,9 km², 2010,3 l/s, Kellerwald)
    - diverse kleinere linke Nebenflüsse (Gils.H.)
    - Schweinfe (r, 13,4 km, 54,6 km², 412,0 l/s, Kellerwald)
    - Bentreff (r, 13,1 km, 48,9 km², 267,7 l/s, Nördl. Burgwald)

  - Rotes Wasser (r, 18,6 km, 51,0 km², 221,1 l/s, Burgwald)

Weitere Naturraum-grenzüberschreitende Flüsse sind die Twiste im Nordwesten, der Kleebach im Südwesten und die Wetschaft im Westen.
So erhält die selber und linksseitig den Burgwald entwässernde Wetschaft bei der Mündung des aus dem Rothaargebirge kommenden Treisbaches (r, 16,8 km, 68,2 km²) mit 810 l/s mehr Wasser als sie bis dorthin selber führt (666,2 l/s), obgleich sie an jenem Punkt bereits rechtsseitig aus dem Ostsauerländer Gebirgsrand gespeist worden ist.
Der Kleebach wiederum bezieht sogar den Großteil seines Wassers aus dem Östlichen Hintertaunus und nur über den von rechts kommenden Lückenbach (12,0 km, 38,9 km², 139,7 km) etwas Wasser aus dem Vorderen Vogelsberg.
Dem gegenüber quellt die Twiste zwar knapp im Ostsauerländer Gebirgsrand, erhält jedoch, von dieser Quellregion abgesehen, all ihr Wasser aus dem Westhessischen Bergland. Auch der Itter im nördlichen Westen fließt nur wenig Wasser aus Osthängen jenes Gebirgsrandes zu.

## Standgewässer
Das mit Abstand wichtigste und größte Standgewässer des Westhessischen Berglandes ist der Edersee. Weitere Seen und Stauseen finden sich in der nachfolgenden Tabelle:
| Name             | Gestauter Fluss | Fläche (ha) | Einzugsgebiet (km²) | Abfluss (MQ; l/s) | Höhe (m ü. NHN) | Lage                          | Haupt- einheiten |
| ---------------- | --------------- | ----------- | ------------------- | ----------------- | --------------- | ----------------------------- | ---------------- |
| Edersee          | Eder            | 11.800      | 1.406,1             | 21.795,4          | 245             | Kellerwald                    | 344              |
| Affolderner See  | Eder            | 165         | 1.452.4             | 22.104,5          | 204             | Ostwaldecker Randsenken       | 341              |
| Twistesee        | Twiste          | 76          | 125,3               | 828,6             | 210             | Waldecker Wald                | 340              |
| Antrifttalsperre | Antrift         | 31          | 61,6                | 674,0             | 281             | Nördliches Vogelsberg-Vorland | 346              |
| Borkener See     | (entfällt)      | 139         | 3,5                 |                   | 177             | Westhessische Senke           | 343              |
| Singliser See    | (entfällt)      | 74          |                     |                   | 185             | Westhessische Senke           | 343              |

## Allgemeine Quellen
- „Geologische Übersichtskarte von Hessen“. Geschichtlicher Atlas von Hessen.  In: Landesgeschichtliches Informationssystem Hessen (LAGIS).
- BfN
  - Karten und Daten des Bundesamtes für Naturschutz (Hinweise)
  - Landschaftssteckbriefe (nach Haupteinheiten)
    - 3401 (Waldecker Gefilde)
      - Landschaftssteckbrief Waldecker Gefilde des Bundesamtes für Naturschutz (Hinweise)

    - 3402 (Waldecker Wald)
      - Landschaftssteckbrief Waldecker Wald des Bundesamtes für Naturschutz (Hinweise)

    - 341 (Ostwaldecker Randsenken)
      - Landschaftssteckbrief Ostwaldecker Randsenken des Bundesamtes für Naturschutz (Hinweise)

    - 342 (Habichtswälder Bergland)
      - Landschaftssteckbrief Habichtswälder Bergland des Bundesamtes für Naturschutz (Hinweise)

    - 343 (Westhessische Senke)
      - Landschaftssteckbrief Westhessische Senke des Bundesamtes für Naturschutz (Hinweise)
      - Landschaftssteckbrief Verdichtungsraum Kassel des Bundesamtes für Naturschutz (Hinweise)

    - 344 (Kellerwald)
      - Landschaftssteckbrief Kellerwald des Bundesamtes für Naturschutz (Hinweise)

    - 345 (Burgwald)
      - Landschaftssteckbrief Nördlicher und Südlicher Burgwald des Bundesamtes für Naturschutz (Hinweise)
      - Landschaftssteckbrief Randsenken des Burgwaldes des Bundesamtes für Naturschutz (Hinweise)

    - 346 (Oberhessische Schwelle)
      - Landschaftssteckbrief Gilserberger Höhen des Bundesamtes für Naturschutz (Hinweise)
      - Landschaftssteckbrief Neustädter Sattel des Bundesamtes für Naturschutz (Hinweise)
      - Landschaftssteckbrief Nördliches Vogelsberg-Vorland des Bundesamtes für Naturschutz (Hinweise)

    - 347 (Amöneburger Becken)
      - Landschaftssteckbrief Amöneburger Becken des Bundesamtes für Naturschutz (Hinweise)

    - 348 (Marburg-Gießener Lahntal)
      - Landschaftssteckbrief Marburger Bergland des Bundesamtes für Naturschutz (Hinweise)
      - Landschaftssteckbrief Verdichtungsraum Gießen-Wetzlar des Bundesamtes für Naturschutz (Hinweise)
      - Landschaftssteckbrief Großenlindener Hügelland (zusammen mit der Wetterau) des Bundesamtes für Naturschutz (Hinweise)

    - 349 (Vorderer Vogelsberg)
      - Landschaftssteckbrief Vorderer Vogelsberg des Bundesamtes für Naturschutz (Hinweise)

    - 360 Warburger Börde
      - Landschaftssteckbrief Warburger Börde des Bundesamtes für Naturschutz (Hinweise)